# Ira Harge
Ira Lee Harge (Anguilla, 14 marzo 1941) è un ex cestista statunitense, professionista in Spagna e nella ABA.

## Carriera
Venne selezionato dai Detroit Pistons al settimo giro del Draft NBA 1963 (57ª scelta assoluta) e dai Philadelphia 76ers al secondo giro del Draft NBA 1964 (11ª scelta assoluta).

## Palmarès
- Campionato ABA: 1

Oakland Oaks: 1969
- Decimo migliore rimbalzista di sempre ABA
- Decimo migliore rimbalzista di sempre per rimbalzi a partita ABA in regular season (11,6 rimbalzi a partita)